# Callianthe rufinerva
Callianthe rufinerva är en malvaväxtart som först beskrevs av A.St.-hil., och fick sitt nu gällande namn av Donnell. Callianthe rufinerva ingår i släktet Callianthe och familjen malvaväxter. Inga underarter finns listade i Catalogue of Life.